# Thierry Le Jeune
Pour les articles homonymes, voir Lejeune.
Thierry Le Jeune (ou Thierri Lejeune), mort à Bousval (Duché de Brabant, Pays-Bas espagnols) le 2 octobre 1638, était un capitaine brabançon de l'armée de l'archiduc Albert d'Autriche qui sauva ce dernier de la mort à la bataille de Nieuport contre l'armée hollandaise.

## Biographie

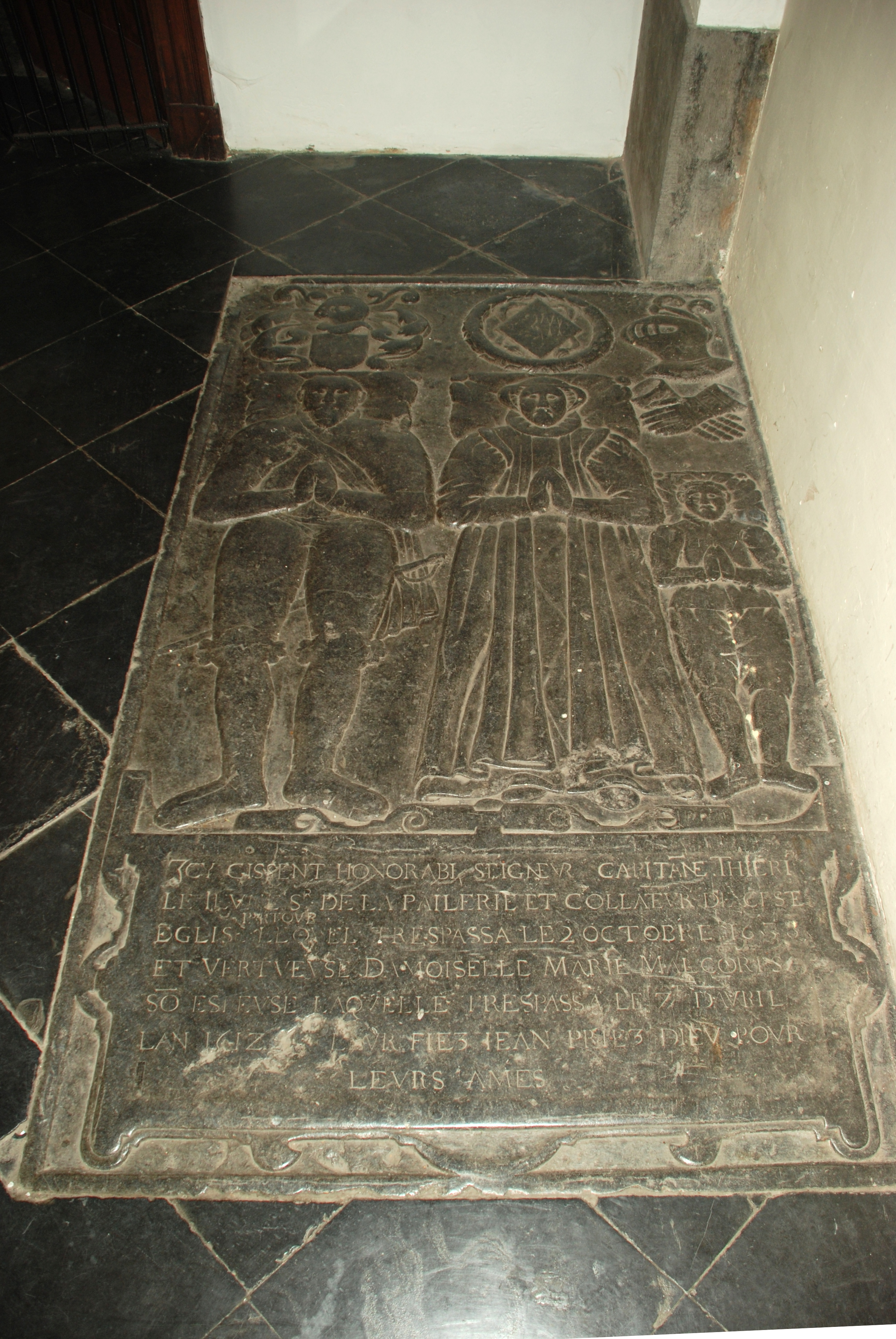
La dalle funéraire de Thierry Le Jeune.

En 1581, les sept provinces du nord des Pays-Bas se séparèrent du royaume d'Espagne de Philippe II et constituèrent les Provinces-Unies, ce qui déclencha la Guerre de Quatre-Vingts Ans.
Les dix provinces catholiques du sud des Pays-Bas (correspondant à la Belgique, au Luxembourg et au nord de la France) restèrent sous le contrôle de la couronne d'Espagne et échurent par mariage en 1599 à Albert, archiduc d'Autriche.
En 1600, l'archiduc Albert attaqua l'armée hollandaise près de Nieuport mais subit une défaite et fut blessé : un de ses capitaines, Thierry Le Jeune, « lui montra le moyen de se retirer de ce combat terrible et le conduisit en lieu de salvation », ce qui lui valut une récompense de 2400 livres avec laquelle il acheta en 1609 la seigneurie de La Baillerie à Bousval (village situé dans l'actuelle province belge du Brabant wallon),.
Le Capitaine Thierry Le Jeune mourut le 2 octobre 1638 et fut enterré dans l'église Saint-Barthélemy de Bousval où se trouve encore la dalle funéraire qui le représente aux côtés de son épouse et de son fils Jean.

## La chapelle du Try-au-Chêne

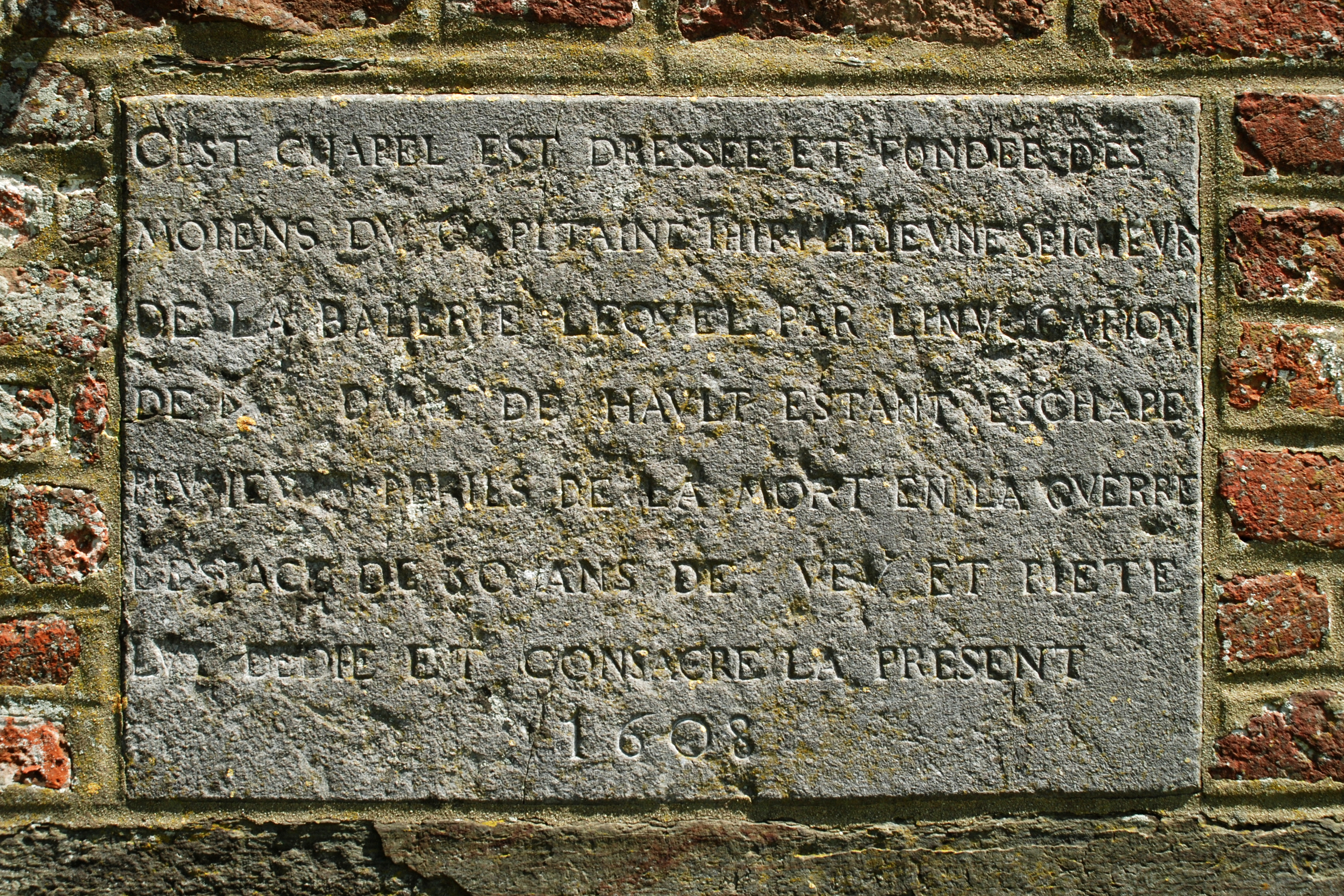
La dédicace du Capitaine Thierry Le Jeune.

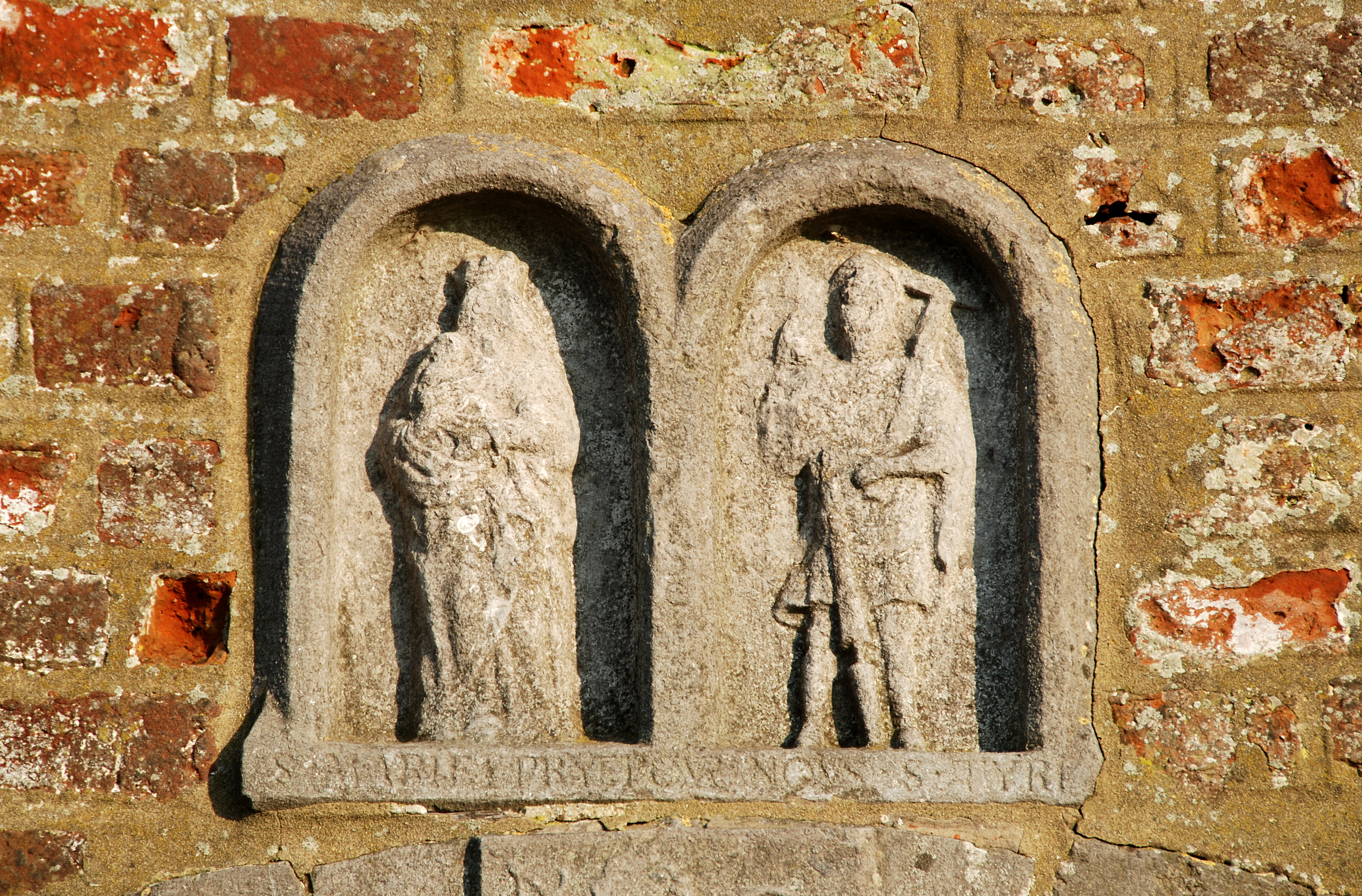
Le bas-relief représentant la Vierge et Thierry Le Jeune.

En 1608, le Capitaine Thierry Le Jeune érigea à proximité de la Baillerie la chapelle du Try-au-Chêne (ou chapelle du Tri-au-Chêne,) sur les hauteurs de Bousval afin de remercier la Vierge de l'avoir protégé de la mort durant la Guerre de Quatre-Vingts Ans, comme l'atteste le cartouche dédicatoire en vieux français gravée dans la pierre à droite de la porte de la chapelle, :
Cest Chapel Est Dressee et Fondee des

Moiens du Capitaine Thiry Lejeune Seigneur

De la Ballerie Lequel Par l'Invocation

De Notre-Dame de Hault Estant Eschape

Plusieurs Perils de la Mort en la Guerre

L'espace de 30 Ans de Veu et Piete

Lui Dedie et Consacre la Present

1608
Thierry Le Jeune est figuré avec une lance et une croix dans une des niches du bas-relief situé au-dessus de la porte de la chapelle, aux côtés de la Vierge.
À la base du bas-relief est gravée une invocation en vieux français encadrée des noms de la Vierge et de Saint Thierry, saint patron du fondateur :

« S. Marie Prye Pour Nous S. TYRI »

Le blason situé sous le bas-relief, représentant un lion, est plus que probablement celui de Thierry Le Jeune.

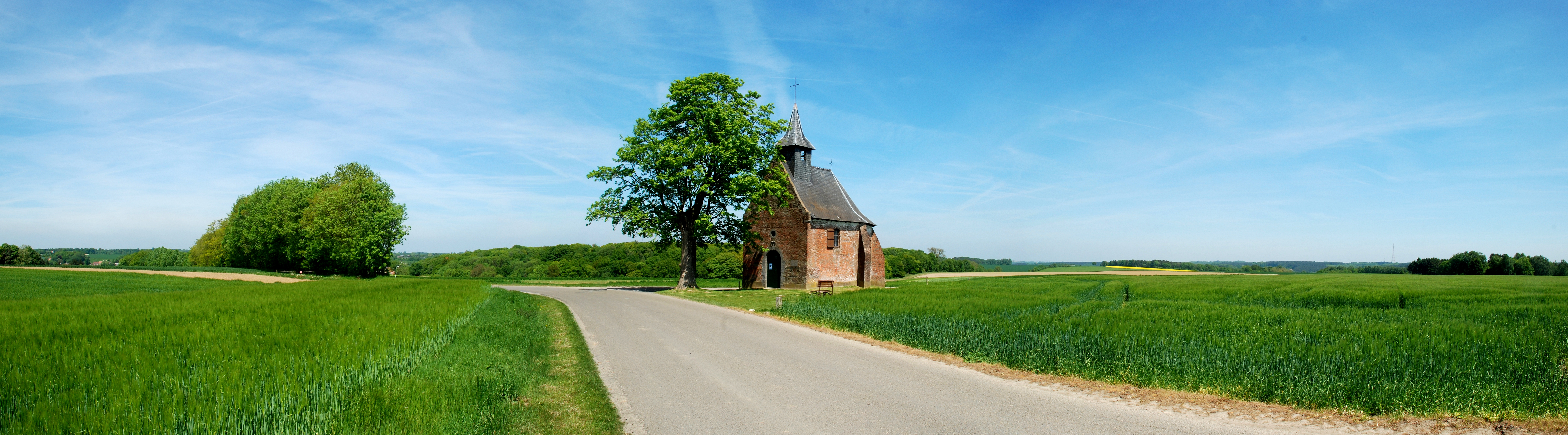
La chapelle du Try-au-Chêne.

## La statue de Notre-Dame du Try-au-Chêne
Thierry Le Jeune commanda également la confection de la statue en chêne polychrome vénérée sous le vocable de Notre-Dame du Try-au-Chêne et qui ornait autrefois l'autel de la chapelle du Try-au-Chêne. Cette statue est aujourd'hui conservée dans le chœur de l'église Saint-Barthélemy de Bousval et regagne chaque année sa chapelle lors d'un pèlerinage annuel le lundi de Pentecôte.

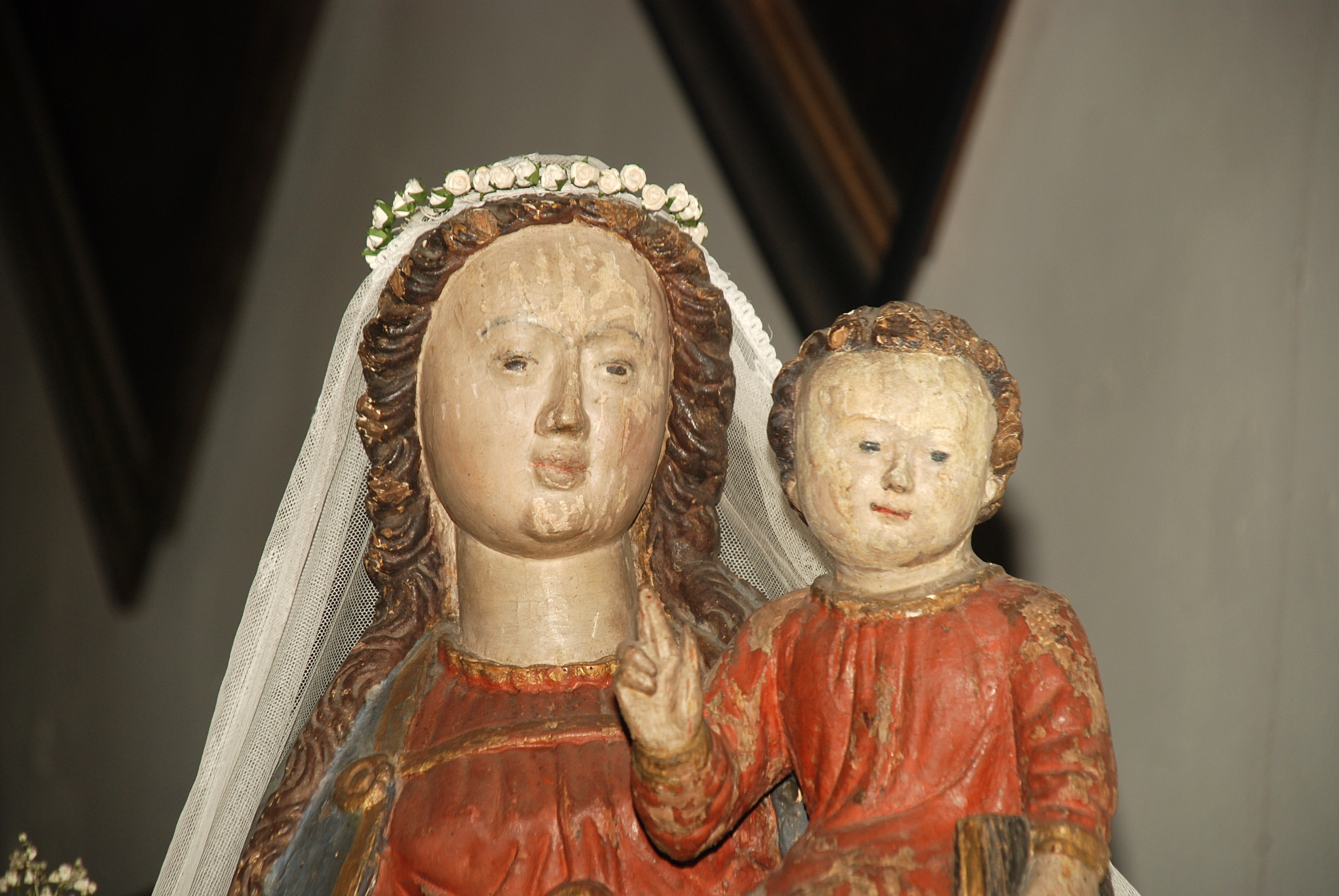
Notre-Dame du Try-au-Chêne.

## La dalle funéraire de Thierry Le Jeune

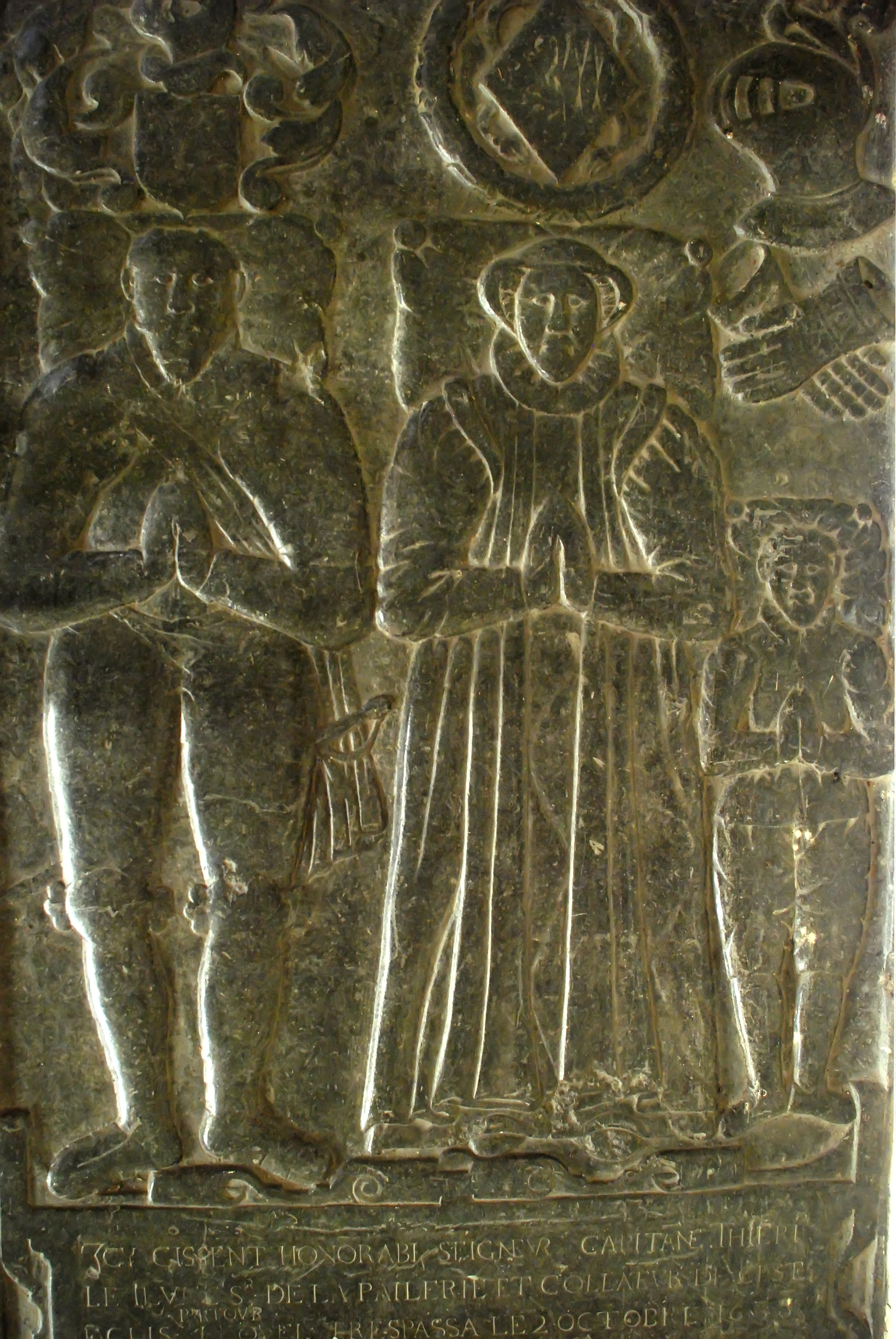
Thierry Le Jeune, son épouse et son fils Jean.

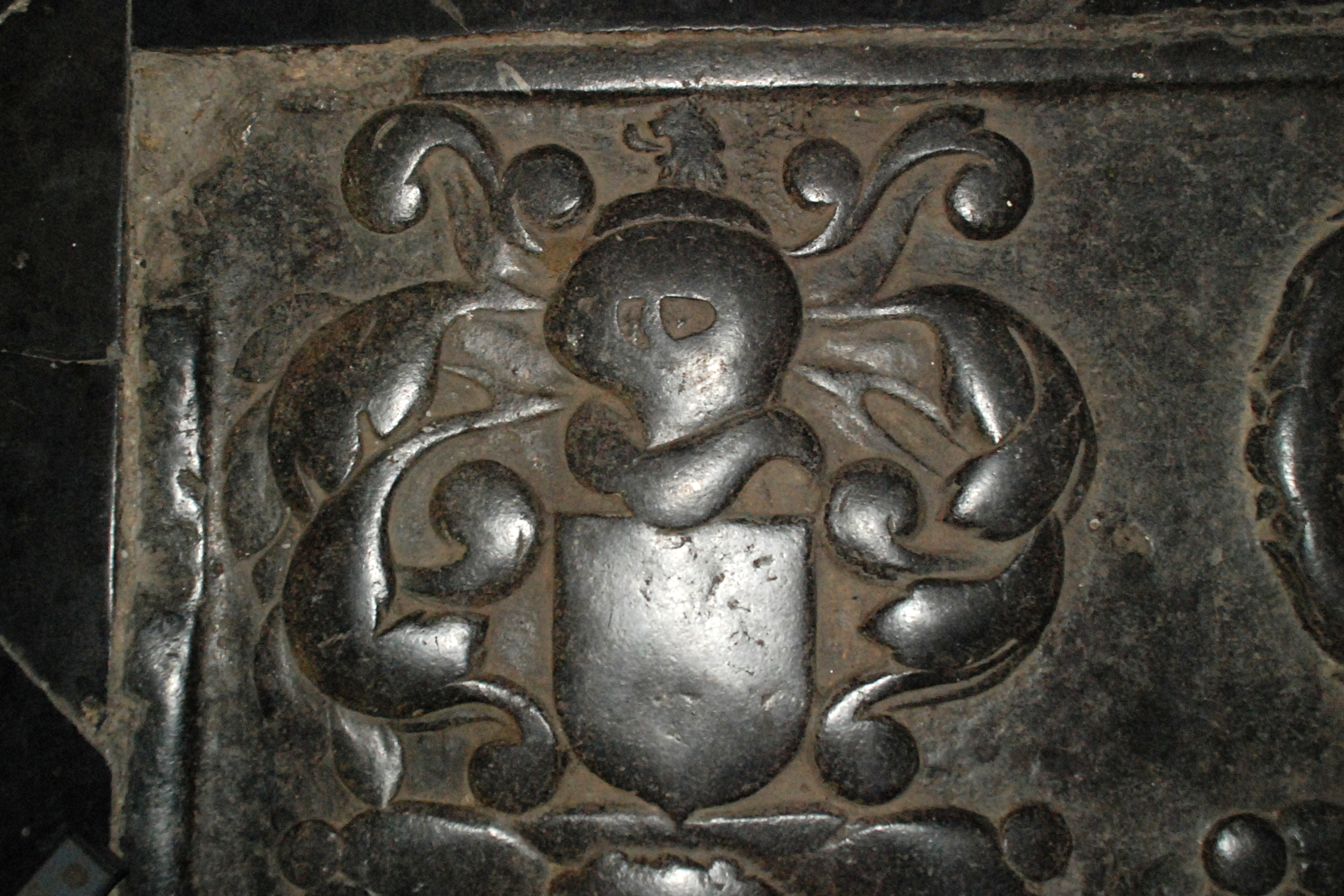
Armoiries.

Le collatéral gauche de l'église Saint-Barthélemy de Bousval abrite encore la dalle funéraire qui  représente Thierry Le Jeune aux côtés de son épouse Marie Malcorps et de son fils Jean :

« Cy Gissent Honorable Seigneur Capitaine Thieri

Le Jeune Seigneur de la Pailerie et Collateur de Ceste

Eglise Lequel Trespassa le 2 octobre 1638

Et Vertueuse Damoiselle Marie Malcorps
 
Son Espeuse Laquelle Trespassa le 7 Davril de

Lan 1612 (et) Leur Fils Jean Priez Dieu Pour »

— Leurs Ames
Thierry Le Jeune y est représenté en armure et sa tête est surmontée de ses armoiries, composées de l'écu et de ses ornements extérieurs, le heaume, le cimier et les lambrequins.

## Articles connexes

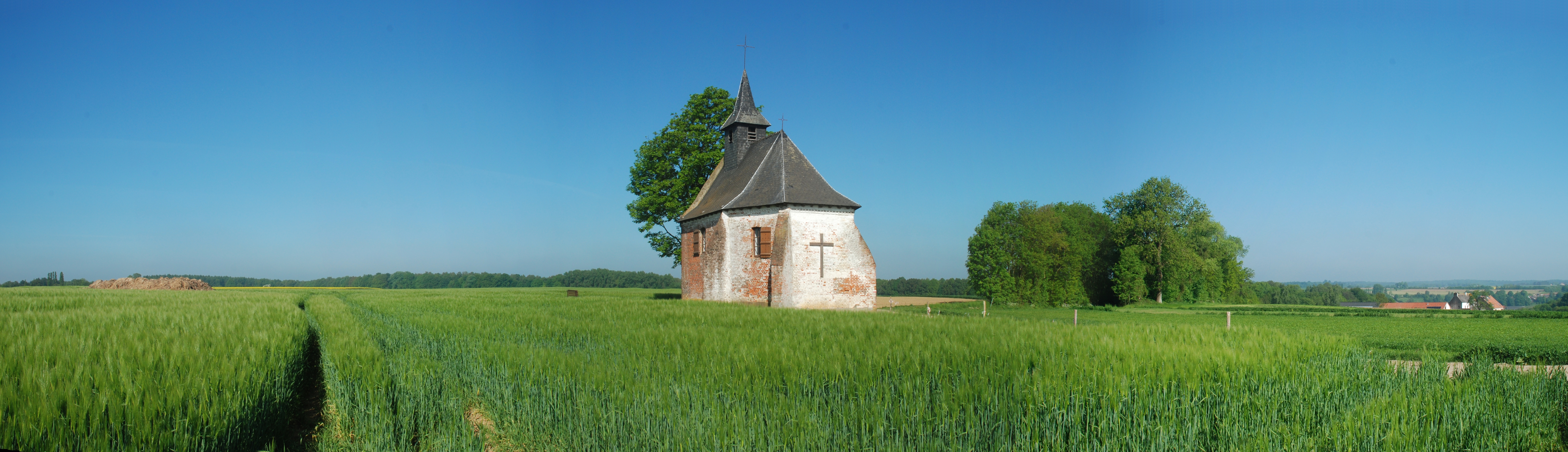
La chapelle du Try-au-chêne à la lumière du matin.